# Elizabeth Garvie
Elizabeth Garvie (Bristol, 1957) is een Engels actrice, die onder meer de rol van Elizabeth Bennet speelde in de BBC-uitvoering van 1980 van Pride and Prejudice. Garvie was tot diens dood in 2007 getrouwd met de acteur Anton Rodgers. Ze traden samen op in de Thames televisieserie Something in Disguise van Elisabeth Jane Howard.

## Gedeeltelijke filmografie
- Jane Eyre als Diana Rivers
- Diana: Her True Story als Camilla Parker Bowles
- Hostage als Mary Rennie
- The Mirror Crack'd als Ella Zeilinsky
- The House of Eliott as Lady Elizabeth Montford
- Pride and Prejudice als Elizabeth "Lizzy" Bennet